# Persone di nome Tamara
| Questa pagina contiene informazioni ricavate automaticamente dalle voci biografiche con l'ausilio del template Bio e di un bot. L'aggiornamento è periodico e automatico e ricostruisce completamente la pagina. Se manca una persona in questa lista, sei pregato di non aggiungerla, ma accertati piuttosto che la sua voce biografica contenga il template Bio e che i dati anagrafici siano correttamente compilati. Se il template Bio manca, inseriscilo tu stesso o, in alternativa, metti l'avviso {{tmp\|Bio}} che ne segnala la mancanza. Se i dati riportati sono sbagliati, correggi direttamente la voce biografica; le modifiche saranno visibili in questa lista entro pochi giorni. Per chiarimenti vedi il progetto antroponimi. La lista contiene solo le 94 persone che sono citate nell'enciclopedia e per le quali è stato implementato correttamente il template Bio. Pagina aggiornata al 6 ago 2025. |

Questa è una lista di persone presenti nell'enciclopedia che hanno il nome Tamara, suddivise per attività principale.

## Altiste(1)
- Tamara Bykova, ex altista sovietica (Azov, n. 1958)

## Assassine seriali(1)
- Tamara Samsonova, serial killer russa (Uzhur, n. 1947)

## Astronaute(1)
- Tamara Jernigan, ex astronauta statunitense (Chattanooga, n. 1959)

## Astronome(1)
- Tamara Michajlovna Smirnova, astronoma sovietica (Geničesk, n. 1918 - San Pietroburgo, † 2001)

## Atlete paralimpiche(1)
- Tamara Sivakova, atleta paralimpica bielorussa (Mahilëŭ, n. 1965)

## Attrici(18)
- Tamara Ivanovna Alëšina, attrice sovietica (Pietrogrado, n. 1919 - San Pietroburgo, † 1999)
- Tamara Baroni, attrice e modella italiana (Parma, n. 1947 - Natal, † 2022)
- Tamara Braun, attrice statunitense (Evanston, n. 1971)
- Tamara De Treaux, attrice statunitense (California, n. 1959 - North Hollywood, † 1990)
- Tamara Dobson, attrice e modella statunitense (Baltimora, n. 1947 - Baltimora, † 2006)
- Tamara Donà, attrice, conduttrice televisiva e conduttrice radiofonica italiana (Cittiglio, n. 1973 - Roma)
- Tamara Geva, attrice, ballerina e coreografa russa (San Pietroburgo, n. 1907 - New York, † 1997)
- Tamara Hope, attrice canadese (Toronto, n. 1984)
- Tamara Lawrance, attrice britannica (Wembley, n. 1994)
- Tamara Lees, attrice britannica (Vienna, n. 1924 - Pershore, † 1999)
- Tamara Makarova, attrice sovietica (San Pietroburgo, n. 1907 - Mosca, † 1997)
- Tamara Mello, attrice statunitense (Contea di Orange, n. 1976)
- Tamara Sёmina, attrice sovietica (L'gov, n. 1938)
- Tamara Taxman, attrice, conduttrice televisiva e scrittrice brasiliana (Woodstock, n. 1947)
- Tamara Taylor, attrice canadese (Toronto, n. 1970)
- Tammy Townsend, attrice statunitense (Los Angeles, n. 1970)
- Tamara Tunie, attrice statunitense (McKeesport, n. 1959)
- Tamara Smart, attrice inglese (Barnet, n. 2005)

## Calciatrici(1)
- Tamara Pintus, ex calciatrice italiana (Sassari, n. 1977)

## Canoiste(1)
- Tamara Csipes, canoista ungherese (Budapest, n. 1989)

## Cantanti(4)
- Tamara Gachechiladze, cantante, compositrice e attrice georgiana (Tbilisi, n. 1983)
- Tamara Gverdts'iteli, cantante georgiana (Tbilisi, n. 1962)
- Tamara, cantante e chitarrista spagnola (Siviglia, n. 1984)
- Tamara Todevska, cantante macedone (Skopje, n. 1985)

## Cantautrici(2)
- Tamara Gee, cantautrice statunitense (Seattle, n. 1972)
- Tami Neilson, cantautrice e musicista canadese (Toronto, n. 1977)

## Cestiste(11)
- Tamara Abalde, ex cestista spagnola (Ferrol, n. 1989)
- Tamara Bowie, ex cestista e allenatrice di pallacanestro statunitense (Lansing, n. 1981)
- Tamara James, ex cestista e politica statunitense (Dania Beach, n. 1984)
- Tamara Moiseeva, cestista sovietica (n. 1924)
- Tamara Moore, ex cestista statunitense (Minneapolis, n. 1980)
- Tamara Pyrkova, ex cestista sovietica (Rostov sul Don, n. 1939)
- Tamara Radočaj, ex cestista serba (Vršac, n. 1987)
- Tamara Seda, cestista mozambicana (Maputo, n. 1994)
- Tamara Stocks, ex cestista statunitense (Akron, n. 1979)
- Tammy Sutton-Brown, ex cestista canadese (Markham, n. 1978)
- Tamara Tatham, ex cestista e allenatrice di pallacanestro canadese (East York, n. 1985)

## Cicliste su strada(1)
- Tamara Dronova-Balabolina, ciclista su strada e pistard russa (Krasnozavodsk, n. 1993)

## Circensi(1)
- Tamara Buslaeva, circense russa

## Conduttrici radiofoniche(1)
- Tamara Taylor, conduttrice radiofonica australiana (Johannesburg)

## Danzatrici(4)
- Tamara Chanum, ballerina, coreografa e attrice sovietica (Margilan, n. 1906 - Tashkent, † 1991)
- Tamara Fernando, ballerina e modella francese (n. 1986)
- Tamara Platonovna Karsavina, ballerina russa (San Pietroburgo, n. 1885 - Beaconsfield, † 1978)
- Tami Stronach, ballerina, coreografa e attrice iraniana (Teheran, n. 1972)

## Discobole(3)
- Tamara Apostolico, ex discobola italiana (Trieste, n. 1989)
- Tamara Danilova, ex discobola sovietica (Leningrado, n. 1939)
- Tamara Press, discobola e pesista sovietica (Char'kov, n. 1937 - Mosca, † 2021)

## Fondiste(2)
- Tamara Markašanskaja, ex fondista sovietica (Smolensk, n. 1954)
- Tamara Tichonova, ex fondista sovietica (Kovalëvo, n. 1964)

## Ginnaste(3)
- Tamara Lazakovič, ginnasta sovietica (Gusev, n. 1954 - Vicebsk, † 1992)
- Tamara Manina, ex ginnasta sovietica (Petrozavodsk, n. 1934)
- Tamara Zamotajlova, ex ginnasta sovietica (Voronež, n. 1939)

## Giornaliste(1)
- Tamara Ferrari, giornalista e scrittrice italiana (Cosenza)

## Imprenditrici(1)
- Tamara Mellon, imprenditrice britannica (Londra, n. 1967)

## Lottatrici(1)
- Tamara Dollák, lottatrice ungherese (n. 1999)

## Modelle(1)
- Tamara Ecclestone, modella e conduttrice televisiva britannica (Milano, n. 1984)

## Multipliste(1)
- Tamara de Sousa, multiplista brasiliana (Rio de Janeiro, n. 1993)

## Nuotatrici(1)
- Tamara Costache, ex nuotatrice rumena (Ploiești, n. 1970)

## Pallavoliste(1)
- Tamara Rakić, pallavolista serba (Valjevo, n. 1987)

## Pattinatrici artistiche su ghiaccio(1)
- Tamara Moskvina, ex pattinatrice artistica su ghiaccio e allenatrice di pattinaggio su ghiaccio sovietica (Leningrado, n. 1941)

## Pattinatrici di velocità su ghiaccio(1)
- Tamara Rylova, pattinatrice di velocità su ghiaccio sovietica (Vologda, n. 1931 - San Pietroburgo, † 2021)

## Pesiste(1)
- Tamara Tyškevič, pesista sovietica (Vicebsk, n. 1931 - San Pietroburgo, † 1997)

## Pianiste(1)
- Tamara Anna Cislowska, pianista e musicista australiana (n. 1977)

## Pittrici(1)
- Tamara de Lempicka, pittrice polacca (Varsavia, n. 1894 - Cuernavaca, † 1980)

## Poetesse(1)
- Tamara Kamenszain, poetessa e saggista argentina (Buenos Aires, n. 1947 - Buenos Aires, † 2021)

## Politiche(2)
- Tamara Blažina, politica italiana (San Dorligo della Valle, n. 1952)
- Tamara Funiciello, politica svizzera (Berna, n. 1990)

## Principesse(1)
- Gürcü Hatun, principessa georgiana

## Registe(2)
- Tamara Jenkins, regista, sceneggiatrice e attrice statunitense (Filadelfia, n. 1962)
- Tamara Nikolaevna Lisician, regista sovietica (Tbilisi, n. 1923 - Mosca, † 2009)

## Schermitrici(3)
- Tamara Esteri, ex schermitrice cubana (L'Avana, n. 1966)
- Tamara Evplova, schermitrice sovietica (Mosca, n. 1937 - Mosca, † 2018)
- Tamara Pochekutova, schermitrice kazaka (n. 1992)

## Scialpiniste(1)
- Tamara Lunger, scialpinista, alpinista e esploratrice italiana (Bolzano, n. 1986)

## Sciatrici alpine(5)
- Tamara McKinney, ex sciatrice alpina statunitense (Lexington, n. 1962)
- Tamara Müller, ex sciatrice alpina svizzera (n. 1977)
- Tamara Schädler, ex sciatrice alpina liechtensteinese (Coira, n. 1977)
- Tamara Tippler, ex sciatrice alpina austriaca (Rottenmann, n. 1991)
- Tamara Wolf, ex sciatrice alpina svizzera (Celerina, n. 1985)

## Sollevatrici(1)
- Tamara Salazar, sollevatrice ecuadoriana (n. 1997)

## Soprani(1)
- Tamara Andreevna Milaškina, soprano sovietico (Astrachan', n. 1934 - Vienna, † 2024)

## Sovrani(1)
- Tamara di Georgia, re (Mtskheta, n. 1160 - † 1212)

## Tennistavoliste(1)
- Tamara Boroš, tennistavolista croata (Senta, n. 1977)

## Tenniste(2)
- Tamara Korpatsch, tennista tedesca (Amburgo, n. 1995)
- Tamara Zidanšek, tennista slovena (Postumia, n. 1997)

## Tripliste(1)
- Tamara Myers, triplista bahamense (North Andros, n. 1993)

## Velociste(1)
- Tamara Clark, velocista statunitense (High Point, n. 1999)

## Wrestler(1)
- Tammy Lynn Sytch, ex wrestler statunitense (Matawan, n. 1972)

## Senza attività specificata(1)
- Tamara Rojo, ex ballerina, direttrice artistica e coreografa spagnola (Montreal, n. 1974)